# Stabroek (België)

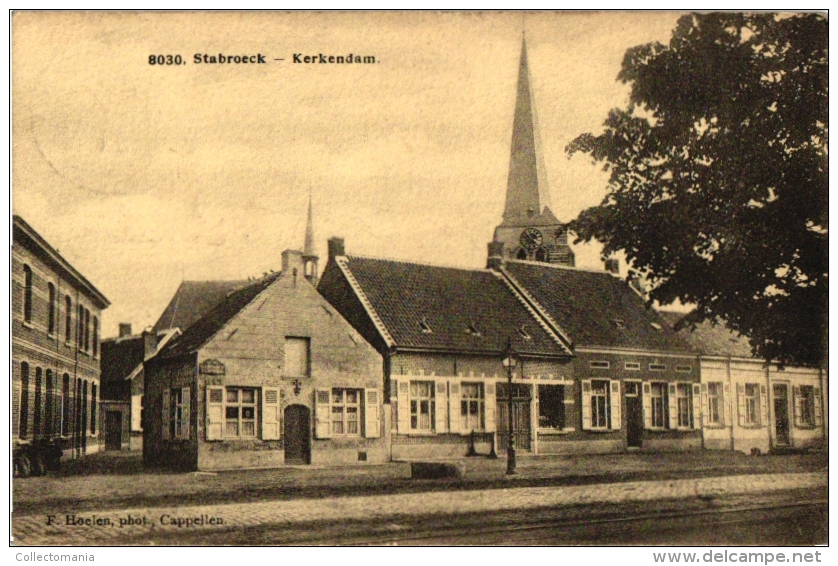
Kerkendam (Sint-Catharinakerk)

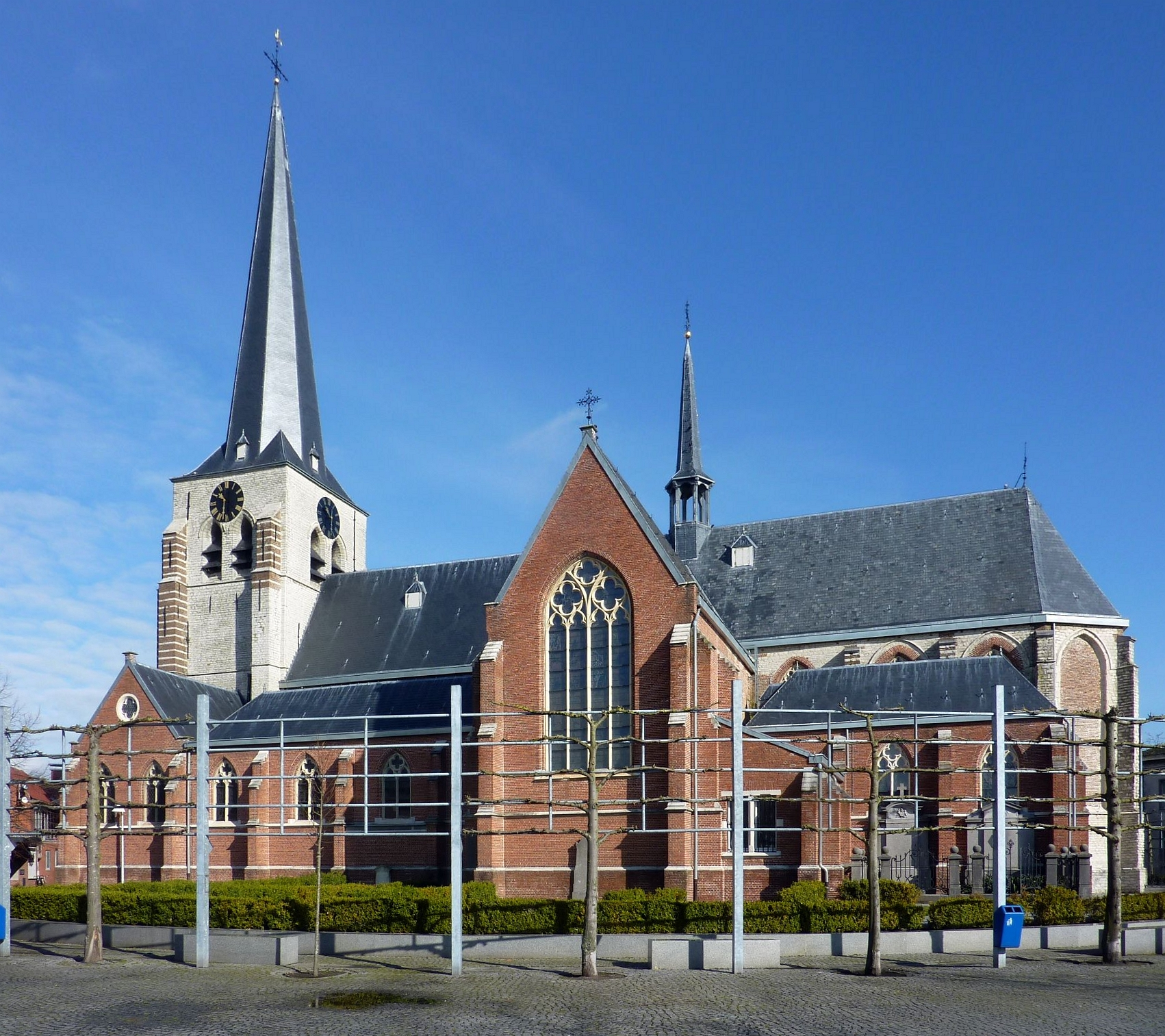
Sint-Catharinakerk, 2018

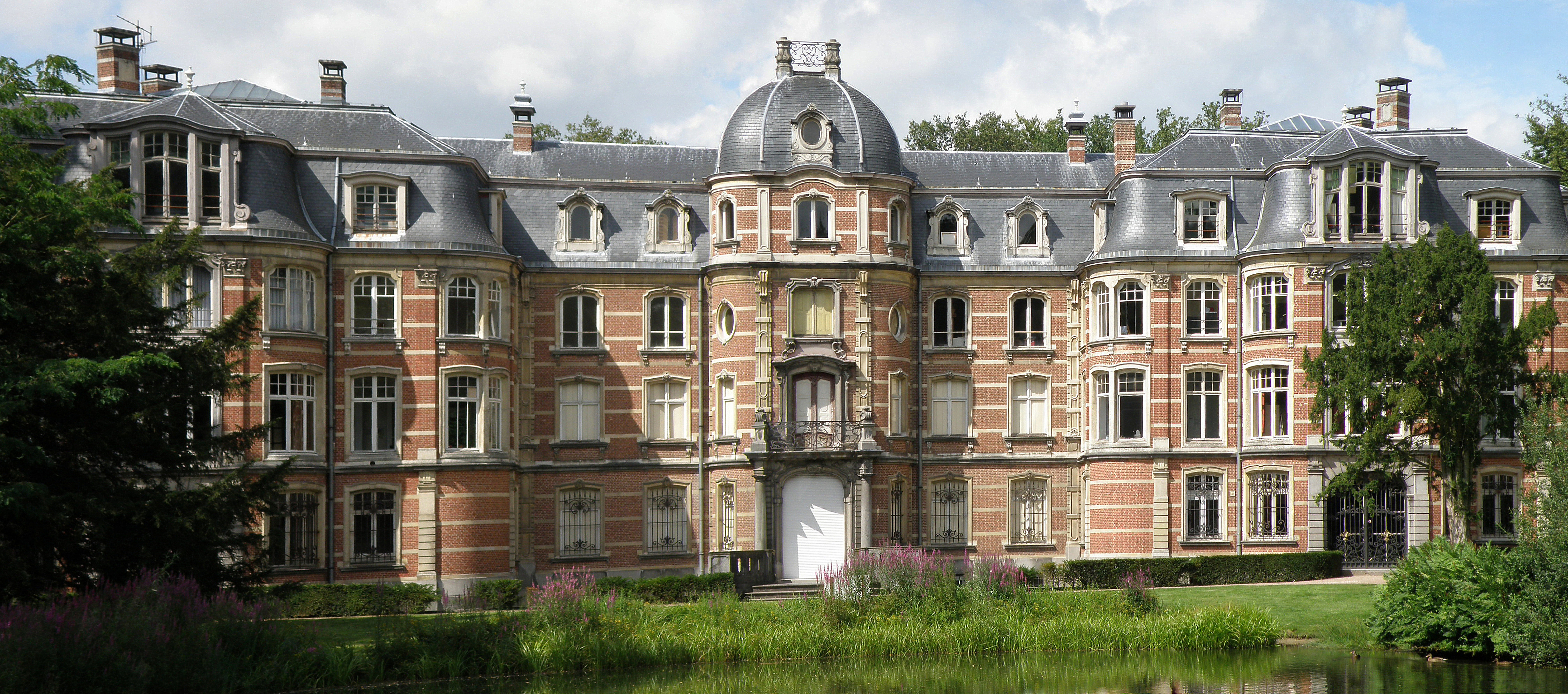
Kasteel Ravenhof (grensdorp Putte-Stabroek)

Stabroek is een dorp en gemeente in de Belgische provincie Antwerpen. De gemeente telt ruim 18.000 inwoners. In het dorp Stabroek vindt elk jaar het folkloristische 'gansrijden' plaats. Hoevenen is de andere grote plaats en deelgemeente in de gemeente.

## Toponymie
Stabroek wordt voor het eerst vermeld in een brief van 9 juni 1258 van Nicolaas III van Fontaines, bisschop van Kamerijk, aan het kapittel van O.-L.-Vrouw van Antwerpen als Staecbruc. Later groeit de naam uit tot Staeckebruuc en Staeckbroeck. Stabroek is genoemd naar het broek dat 'ingestaakt' (begrensd) is door de hertog van Brabant met hout uit de nabije bossen van de Voorkempen (zie Putte-Stabroek).

## Geschiedenis
Stabroek ligt in het Scheldepoldergebied dat vanaf de 12e eeuw ontstond. Stabroek werd voor het eerst vermeld in 1258 als Stakebroek. Tot ongeveer 1250 vormde het een gehucht van Lillo. Door de aanleg van de <nowoki/>'s-Hertogendijk werd de Polder van Ettenhoven van die van Lillo gescheiden. Noordelijk van de huidige kerk ontstond een nederzetting die zich te Oudbroek bevond, noordelijk van de huidige kern, welke na 1283 ontstaan is, toen de oude nederzetting door overstroming werd getroffen. In 1261 werd Stabroek een afzonderlijke parochie.
In 1585 vond op de 's Hertogendijk tijdens de slag op de Kouwensteinsedijk een treffen plaats tussen de Spanjaarden en de Republiek der Nederlanden. De Tachtigjarige Oorlog bracht militaire inundaties met zich mee en na het Beleg van Antwerpen (1584-1585) werd het dorp geplunderd en in 1586 in brand gestoken. In 1595 begon men met het herstel en in 1614 werd de herindijking begonnen. Na het Twaalfjarig Bestand (1622) werden de polders opnieuw onder water gezet. Na 1648 werden de dijken hersteld maar in 1682 vonden dijkbreuken plaats. In 1830 werden de polders nogmaals door de Hollanders onder water gezet. Vanaf 1845 vond herstel plaats. Tijdens de Tweede Wereldoorlog werden de polders opnieuw geïnundeerd en in 1953 was er eveneens een overstroming.
De huidige gemeente Stabroek is ontstaan op 1 januari 1977 door de fusie van de kerngemeente Stabroek (inbegrepen de woonkern Putte-Stabroek) met de gemeente Hoevenen.

## Geografie

### Deelgemeenten
| # | Naam     | Opp. (km²) | Inwoners (2020) | Inwoners per km² | NIS-code |
| - | -------- | ---------- | --------------- | ---------------- | -------- |
| 1 | Stabroek | 13,49      | 10.264          | 761              | 11044A   |
| 2 | Hoevenen | 7,69       | 8.520           | 1.108            | 11044B   |

Stabroek ligt ten noorden van de stad Antwerpen. De gemeente behoort tot het kieskanton Kapellen en tot het elfde gerechtelijk kanton Antwerpen.

### Aangrenzende gemeenten
De gemeente grenst aan Antwerpen meer bepaald de districten Ekeren, Antwerpen en Berendrecht-Zandvliet-Lillo. Daarnaast grenst de gemeente aan Putte (Nederland), een deelgemeente van Woensdrecht. Ten slotte grenst de gemeente ook nog aan Kapellen en diens deelgemeente Putte.
| Aangrenzende gemeenten | Aangrenzende gemeenten | Aangrenzende gemeenten | Aangrenzende gemeenten | Aangrenzende gemeenten |
| ---------------------- | ---------------------- | ---------------------- | ---------------------- | ---------------------- |
|                        |                        | Woensdrecht (NL))      |                        |                        |
|                        |                        |                        |                        |                        |
|                        | Kapellen               |                        |                        |                        |
|                        |                        |                        |                        |                        |
| Antwerpen              |                        |                        |                        |                        |

## Demografie

### Demografische ontwikkeling voor de fusie
- Bronnen:NIS, Opm:1806 tot en met 1970=volkstellingen; 1976 = inwoneraantal op 31 december

### Demografische ontwikkeling van de fusiegemeente
Alle historische gegevens hebben betrekking op de huidige gemeente, inclusief deelgemeenten, zoals ontstaan na de fusie van 1 januari 1977.
- Bronnen:NIS, Opm:1806 tot en met 1981=volkstellingen; 1990 en later= inwonertal op 1 januari
- 1831 t/m 1856: Exdlusief Hoevenen dat van 1828 tot 1866 deel was van Ekeren en Kapellen

| Inwoners van jaar tot jaar op 1 januari 1992 tot heden | Inwoners van jaar tot jaar op 1 januari 1992 tot heden | Inwoners van jaar tot jaar op 1 januari 1992 tot heden |
| jaar                                                   | Aantal                                                 | Evolutie: 1992=index 100                               |
| ------------------------------------------------------ | ------------------------------------------------------ | ------------------------------------------------------ |
| 1992                                                   | 16.482                                                 | 100,0                                                  |
| 1993                                                   | 16.533                                                 | 100,3                                                  |
| 1994                                                   | 16.553                                                 | 100,4                                                  |
| 1995                                                   | 16.697                                                 | 101,3                                                  |
| 1996                                                   | 16.773                                                 | 101,8                                                  |
| 1997                                                   | 16.828                                                 | 102,1                                                  |
| 1998                                                   | 16.935                                                 | 102,7                                                  |
| 1999                                                   | 17.053                                                 | 103,5                                                  |
| 2000                                                   | 17.143                                                 | 104,0                                                  |
| 2001                                                   | 17.253                                                 | 104,7                                                  |
| 2002                                                   | 17.318                                                 | 105,1                                                  |
| 2003                                                   | 17.312                                                 | 105,0                                                  |
| 2004                                                   | 17.389                                                 | 105,5                                                  |
| 2005                                                   | 17.433                                                 | 105,8                                                  |
| 2006                                                   | 17.589                                                 | 106,7                                                  |
| 2007                                                   | 17.627                                                 | 106,9                                                  |
| 2008                                                   | 17.735                                                 | 107,6                                                  |
| 2009                                                   | 17.833                                                 | 108,2                                                  |
| 2010                                                   | 17.966                                                 | 109,0                                                  |
| 2011                                                   | 17.961                                                 | 109,0                                                  |
| 2012                                                   | 18.028                                                 | 109,4                                                  |
| 2013                                                   | 18.140                                                 | 110,1                                                  |
| 2014                                                   | 18.304                                                 | 111,1                                                  |
| 2015                                                   | 18.407                                                 | 111,7                                                  |
| 2016                                                   | 18.515                                                 | 112,3                                                  |
| 2017                                                   | 18.498                                                 | 112,2                                                  |
| 2018                                                   | 18.529                                                 | 112,4                                                  |
| 2019                                                   | 18.710                                                 | 113,5                                                  |
| 2020                                                   | 18.789                                                 | 114,0                                                  |
| 2021                                                   | 18.680                                                 | 113,3                                                  |
| 2022                                                   | 18.782                                                 | 114,0                                                  |
| 2023                                                   | 18.837                                                 | 114,3                                                  |
| 2024                                                   | 18.826                                                 | 114,2                                                  |
| 2025                                                   | 18.970                                                 | 115,1                                                  |

## Bezienswaardigheden
- Kasteel Ravenhof
- Schans van Smoutakker
- Fort van Stabroek
- Sint-Catharinakerk (17e eeuw) (kerktoren : 15e eeuw)

## Natuur en landschap
Ten westen en ten zuiden van Stabroek strekt het Antwerpse havengebied zich uit. Het grondgebied van Stabroek bestaat verder vooral uit Scheldepolders met een hoogte van 2-7 meter. Naar het noorden toe vindt men ook pleistoceen bos- en heidegebied. Midden in het Antwerpse havengebied vindt men het natuurgebied De Kuifeend.

## Politiek

### Structuur
De gemeente Stabroek maakt deel uit van het kieskanton Kapellen, gelegen in het provinciedistrict Kapellen, het kiesarrondissement Antwerpen en ten slotte de kieskring Antwerpen.
| Stabroek         | Stabroek         | Supranationaal         | Nationaal                         | Nationaal           | Gemeenschap         | Gewest              | Provincie           | Arrondissement  | Provinciedistrict | Kanton          | Gemeente        |
| ---------------- | ---------------- | ---------------------- | --------------------------------- | ------------------- | ------------------- | ------------------- | ------------------- | --------------- | ----------------- | --------------- | --------------- |
| Administratief   | Niveau           | Europese Unie          | België                            | België              | Vlaanderen          | Vlaanderen          | Antwerpen           | Antwerpen       | Antwerpen         | Antwerpen       | Stabroek        |
| Administratief   | Bestuur          | Europese Commissie     | Belgische regering                | Belgische regering  | Vlaamse regering    | Vlaamse regering    | Deputatie           | Deputatie       | Deputatie         | Deputatie       | Gemeentebestuur |
| Administratief   | Raad             | Europees Parlement     | Kamer van volksvertegenwoordigers | Vlaams Parlement    | Vlaams Parlement    | Vlaams Parlement    | Provincieraad       | Provincieraad   | Provincieraad     | Provincieraad   | Gemeenteraad    |
| Kiesomschrijving | Kiesomschrijving | Nederlands Kiescollege | Kieskring Antwerpen               | Kieskring Antwerpen | Kieskring Antwerpen | Kieskring Antwerpen | Kieskring Antwerpen | Antwerpen       | Kapellen          | Kapellen        | Stabroek        |
| Verkiezing       | Verkiezing       | Europese               | Federale                          | Federale            | Vlaamse             | Vlaamse             | Provincieraads-     | Provincieraads- | Provincieraads-   | Provincieraads- | Gemeenteraads-  |

### Gemeentebestuur

#### Schepencollege
| Functie en bevoegdheden | Naam               | Partij | Partij    |
| --- | ------------------ | ------ | --------- |
| Burgemeester Interne werking, communicatie, personeel, ICT, burgerzaken, politie en veiligheid, sociaal beleid, buurtschap haven en externe relaties                                              | Herman Jongenelen  |        | STERK2940 |
| Eerste schepen Ruimtelijke ordening, wonen, milieu, natuur, landbouw en jeugd | Liesbeth Bardyn    |        | STERK2940 |
| Tweede schepen Mobiliteit, openbare werken, lokale economie en patrimonium | Sarah Demartelaere |        | N-VA      |
| Derde schepen Financiën, vrijetijdsinfrastructuur, cultuur, sport, bibliotheek en ontwikkelingssamenwerking                                                                                       | Kim Dorikens       |        | STERK2940 |
| Vierde schepen Dierenwelzijn, toerisme, onderwijs, feestelijkheden en groenvoorziening | Veerle Nonneman    |        | N-VA      |
| Vijfde schepen Voorzitter Bijzonder Comité voor de Sociale Dienst (BCSD), sociale dienst, sociale zaken, sociale huisvesting, volksgezondheid, werkloosheid, mensen met een beperking en senioren | Rik Frans          |        | N-VA      |

### Geschiedenis

#### (Voormalige) Burgemeesters
| Tijdspanne | Tijdspanne   | Burgemeester                  |
| ---------- | ------------ | ----------------------------- |
|            | 1839 - 1847  | P.J. Hermans                  |
|            | 1847 - 1892  | Ludovicus van der Molen       |
|            | 1892 - 1911  | Louis Cuypers                 |
|            | 1927 - 1938  | Louis Verhoeven               |
|            | 1912 - 1960  | graaf Karel Moretus-Plantin   |
|            | 1960 - 1982  | Eduard de Bie (CVP)           |
|            | 1983 - 1988  | Ferdinand Kerstens (SP)       |
|            | 1988 - 1994  | Lambert Mattheussens (SP)     |
|            | 1995 - 2012  | Alida De Bie (CVP / CD&V)     |
|            | 2013 - 2024  | Henri "Rik" Frans (N-VA)      |
|            | 2024 - heden | Herman Jongenelen (STERK2940) |

### Resultaten gemeenteraadsverkiezingen sinds 1976
| Partij of kartel     | Partij of kartel                          | 10-10-1976 | 10-10-1976 | 10-10-1982 | 10-10-1982 | 9-10-1988 | 9-10-1988 | 9-10-1994 | 9-10-1994 | 8-10-2000 | 8-10-2000 | 8-10-2006 | 8-10-2006 | 14-10-2012 | 14-10-2012 | 14-10-2018 | 14-10-2018 | 13-10-2024 | 13-10-2024 |
| Stemmen / Zetels     | Stemmen / Zetels                          | %          | 21         | %          | 23         | %         | 25        | %         | 25        | %         | 25        | %         | 25        | %          | 25         | %          | 25         | %          | 25         |
| -------------------- | ----------------------------------------- | ---------- | ---------- | ---------- | ---------- | --------- | --------- | --------- | --------- | --------- | --------- | --------- | --------- | ---------- | ---------- | ---------- | ---------- | ---------- | ---------- |
|                      | SP1/ sp.a2/ sp.a-GroenB/ STERK2940C       | 30,11      | 7          | 25,891     | 6          | 28,761    | 8         | 17,931    | 5         | 14,921    | 4         | 15,632    | 4         | 15,02B     | 4          | 14,0B      | 3          | 33,6C      | 9          |
|                      | Agalev1/ Groen!2/ sp.a-GroenB/ STERK2940C | -          |            | -          |            | 9,531     | 2         | 11,521    | 3         | 9,941     | 2         | 6,792     | 1         | 15,02B     | 4          | 14,0B      | 3          | 33,6C      | 9          |
|                      | CVP1/ CD&V-IDEEA/ CD&V2/ STERK2940C       | 42,821     | 10         | 34,841     | 9          | 30,251    | 8         | 18,571    | 5         | 21,161    | 6         | 26,63A    | 7         | 19,402     | 5          | 18,02      | 4          | 33,6C      | 9          |
|                      | VU1/ IDEE2/ CD&V-IDEEA                    | 8,291      | 1          | 13,011     | 3          | 14,311    | 3         | 13,372    | 3         | 10,432    | 2         | 26,63A    | 7         | -          |            | -          |            | -          |            |
|                      | PVV1/ VLD2/ Open Vld3/ PuSH4              | -          |            | 10,611     | 2          | 17,151    | 4         | 12,612    | 3         | 16,562    | 4         | 15,842    | 4         | 13,013     | 3          | 11,13      | 2          | 6,94       | 1          |
|                      | Vlaams Blok1/ Vlaams Belang2              | -          |            | -          |            | -         |           | 15,151    | 4         | 23,191    | 7         | 32,022    | 9         | 14,412     | 3          | 20,22      | 5          | 24,92      | 7          |
|                      | N-VA                                      | -          |            | -          |            | -         |           | -         |           | -         |           | 2,28      | 0         | 33,77      | 10         | 36,7       | 11         | 30,4       | 8          |
|                      | GBL                                       | -          |            | -          |            | -         |           | 10,85     | 2         | 3,8       | 0         | -         |           | -          |            | -          |            | -          |            |
|                      | NIEUWE                                    | 7,48       | 1          | 13,26      | 3          | -         |           | -         |           | -         |           | -         |           | -          |            | -          |            | -          |            |
|                      | Ver.Mas                                   | 11,31      | 2          | -          |            | -         |           | -         |           | -         |           | -         |           | -          |            | -          |            | -          |            |
|                      | Anderen(*)                                | -          |            | 2,39       | 0          | -         |           | -         |           | -         |           | 0,80      | 0         | 4,39       | 0          | -          |            | 4,2        | 0          |
| Totaal stemmen       | Totaal stemmen                            | 6949       | 6949       | 10328      | 10328      | 10995     | 10995     | 11388     | 11388     | 12361     | 12361     | 12987     | 12987     | 12713      | 12713      | 13126      | 13126      | 8397       | 8397       |
| Opkomst %            | Opkomst %                                 |            |            |            |            | 95,52     | 95,52     | 93,24     | 93,24     | 93,3      | 93,3      | 94,79     | 94,79     | 91,13      | 91,13      | 92,2       | 92,2       | 58,3       | 58,3       |
| Blanco en ongeldig % | Blanco en ongeldig %                      | 4,53       | 4,53       | 4,88       | 4,88       | 5,41      | 5,41      | 5,8       | 5,8       | 3,83      | 3,83      | 4,16      | 4,16      | 3,14       | 3,14       | 4,1        | 4,1        | 0,5        | 0,5        |

De rode cijfers naast de gegevens duiden aan onder welke naam de partijen telkens bij een verkiezing opkwamen.

De zetels van de gevormde meerderheid staan vetjes afgedrukt. De grootste partij is in kleur.

(*) 1982: RAD (2,39%) / 2006: PV-Vrijheid&Recht (0,80%) / 2012: Stabroek Anders (4,39%) / 2024: PVDA (4,2%)

## Cultuur

### Gansrijden
In Stabroek wordt er elk jaar rond de carnavalsperiode "gans gereden". Dit is een folkloristische activiteit waarbij het de bedoeling is om als eerste de kop van een (dode) gans er af te trekken. De deelnemers (ruiters) rijden op boerenpaarden. Aan een galg wordt de gans in een visnet ondersteboven opgehangen. De winnaar is dan voor een jaar de "koning" in Stabroek. Het hoogtepunt van het gansrijden is voor velen het keizerrijden. De koningen van het afgelopen jaar en de jaren ervoor van Stabroek en de omliggende dorpen (Berendrecht, Hoevenen, Lillo en Zandvliet) en de "keizer" van het jaar ervoor doen aan deze wedstrijd mee. De winnaar is de "keizer" voor een heel jaar. Het jaar daarna vindt het keizerrijden plaats in het dorp van de "keizer".
Het gansrijden in de Antwerpse polder zou ontstaan zijn in het nu verdwenen dorp Oorderen. In 1661 zou de gans (of de haan) gereden zijn in Kapellen. De eerste keer dat er in Stabroek is "gans gereden" was waarschijnlijk in het jaar 1883. Vanaf 1908 begon een kring boerenzonen zich op georganiseerde wijze bezig te houden met het gansrijden. De oprichting van het keizerschap was in het jaar 1948, het initiatief kreeg onmiddellijk steun vanuit Stabroek. De officiële oprichting van de gansrijdersvereniging van Stabroek was in het jaar 1924.

## Sport
- KSK Nieuw Stabroek, een voetbalclub die actief is bij KVV.
- FC Patro Hoevenen, een voetbalclub die actief is bij KVV.
- Hoevenen korfbalclub (HKC), is een korfbalclub die sinds 1974 actief is bij Belgische korfbalbond (BKB).

## Trivia
In 2006 werd de gemeente bekroond met de prijs van de milieuvriendelijkste gemeente van Vlaanderen.

## Bekende personen
- Theodoor Van Tichelen (1877-1945), priester en schrijver
- René Adriaenssens (1921-1995), wielrenner
- Jos Lambrechts (1935-2015), atleet
- Janine Bischops (1941), actrice
- Fixkes (2005), muziekband
- Jamilla Baidou, YouTuber
- Zjuul Krapuul, componist, muzikant, zanger

## Partnersteden[bron?]
- Darda (Kroatië)
- Hoeven (Nederland)
- Hördt (Duitsland)

Stabroek is tevens de oude naam van Georgetown (Guyana), vernoemd naar Nicolaas Geelvinck (1732-1787), Heer van Stabroek en opperbewindhebber van de WIC.

## Nabijgelegen kernen
Lillo, Berendrecht, Putte-Stabroek, Hoevenen